# Elementární matice
V lineární algebře se elementární maticí nazývá čtvercová matice, která vznikne z jednotkové matice provedením jedné (řádkové) elementární operace. Elementární matice řádu {\displaystyle n} s prvky z  komutativního tělesa {\displaystyle T} generují obecnou lineární grupu {\displaystyle GL_{n}(T)}. Maticový součin s elementární maticí zleva reprezentuje elementární řádkové operace, zatímco součin zprava reprezentuje elementární sloupcové operace.
Elementární řádkové operace se používají v Gaussově eliminační metodě pro převod matice na odstupňovaný tvar, případně v Gaussově–Jordanově eliminační metodě pro další převod matice na redukovaný odstupňovaný tvar.

## Elementární řádkové operace
Existují tři typy elementárních matic, které odpovídají třem typům řádkových operací (případně sloupcovým operacím):
Záměna řádkůŘádek matice může být prohozen s jiným řádkem, např. {\displaystyle i}-tý řádek s {\displaystyle j}-tým, pro {\displaystyle i\neq j}:
{\displaystyle R_{i}\leftrightarrow R_{j}}
Násobení řádkuKaždý prvek v {\displaystyle i}-tém řádku je vynásoben nenulovou konstantou.
{\displaystyle kR_{i}\rightarrow R_{i},\ {\mbox{kde }}k\neq 0}
Přičtení násobku řádkuŘádek může být nahrazen součtem tohoto řádku s násobkem jiného řádku.
{\displaystyle R_{i}+kR_{j}\rightarrow R_{i},{\mbox{kde }}i\neq j}
Je-li {\displaystyle {\boldsymbol {E}}} elementární matice, čili, jak je popsáno níže, {\displaystyle {\boldsymbol {E}}} je jedna z matic {\displaystyle {\boldsymbol {T}}_{ij},{\boldsymbol {D}}_{i}(m)} a {\displaystyle {\boldsymbol {L}}_{ij}(m)}, pak provedení elementární řádkové operace na matici {\displaystyle {\boldsymbol {A}}} odpovídá součinu matice {\displaystyle {\boldsymbol {A}}} s elementární maticí zleva, neboli {\displaystyle {\boldsymbol {EA}}}. 
Elementární matici pro jakoukoli řádkovou operaci lze získat provedením elementární řádkové operace na jednotkovou matici. Tento fakt lze chápat jako instanci Jonedova lemmatu aplikovaného na kategorii matic.

### Záměna řádků
Prvním typem elementární řádkové operace je záměna všech prvků {\displaystyle i}-tého řádku s odpovídajícími prvky {\displaystyle j}-tého řádku dané matice {\displaystyle {\boldsymbol {A}}}. Příslušnou elementární matici {\displaystyle {\boldsymbol {T}}_{ij}} získáme z jednotkové matice záměnou  {\displaystyle i}-tého a {\displaystyle j}-tého řádku.
{\displaystyle {\boldsymbol {T}}_{i,j}={\begin{pmatrix}1\\&\ddots \\&&1\\&&&0&0&\cdots &0&1\\&&&0&1&&&0\\&&&\vdots &&\ddots &&\vdots \\&&&0&&&1&0\\&&&1&0&\cdots &0&0\\&&&&&&&&1\\&&&&&&&&&\ddots \\&&&&&&&&&&1\\\end{pmatrix}}}
Formálně:
{\displaystyle ({\boldsymbol {T}}_{i,j})_{k,l}={\begin{cases}1&{\text{pro }}(k,l)=(i,j){\text{ nebo }}(k,l)=(j,i),\\1&{\text{pro }}k=l\neq i,j,\\0&{\text{jinak}}.\\\end{cases}}}
Matice vzniklá vzájemnou záměnou {\displaystyle i}-tého a {\displaystyle j}-tého řádku v matici {\displaystyle {\boldsymbol {A}}} je rovna matici {\displaystyle {\boldsymbol {T}}_{ij}{\boldsymbol {A}}}.

#### Vlastnosti
- Matice {\displaystyle {\boldsymbol {T}}_{ij}} je sama k sobě inverzní: {\displaystyle {\boldsymbol {T}}_{ij}^{-1}={\boldsymbol {T}}_{ij}}.
- Determinant matice {\displaystyle {\boldsymbol {T}}_{ij}} je roven minus jedné: {\displaystyle \det {\boldsymbol {T}}_{ij}=-1}. Pro každou čtvercovou matici {\displaystyle {\boldsymbol {A}}} odpovídající velikosti platí: {\displaystyle \det({\boldsymbol {T}}_{ij}{\boldsymbol {A}})=-\det {\boldsymbol {A}}}.

### Nenulový násobek řádku
Dalším typem elementární řádkové operace na je vynásobení všech prvků v {\displaystyle i}-tém řádku dané matice {\displaystyle {\boldsymbol {A}}} nenulovým skalárem {\displaystyle m} z tělesa {\displaystyle T} (obvykle jde o reálné nebo komplexní číslo). Příslušná elementární matice {\displaystyle {\boldsymbol {D}}_{i}(m)} je diagonální matice, jejíž všechny prvky na diagonále jsou jedničky, kromě {\displaystyle i}-té pozice obsahující {\displaystyle m}.
{\displaystyle {\boldsymbol {D}}_{i}(m)={\begin{pmatrix}1&&&&&&\\&\ddots &&&&&\\&&1&&&&\\&&&m&&&\\&&&&1&&\\&&&&&\ddots &\\&&&&&&1\end{pmatrix}}}
Formálně:
{\displaystyle ({\boldsymbol {D}}_{i}(m))_{k,l}={\begin{cases}m&{\text{pro }}k=l=i,\\1&{\text{pro }}k=l\neq i,\\0&{\text{jinak}}.\\\end{cases}}}
Matice vzniklá z {\displaystyle {\boldsymbol {A}}} vynásobením {\displaystyle i}-tého řádku číslem {\displaystyle m} je rovna matici {\displaystyle {\boldsymbol {D}}_{i}(m){\boldsymbol {A}}}.

#### Vlastnosti
- Inverzní matice k {\displaystyle {\boldsymbol {D}}_{i}(m)} je diagonální. Platí: {\displaystyle ({\boldsymbol {D}}_{i}(m))^{-1}={\boldsymbol {D}}_{i}(1/m)}.
- Determinant splňuje: {\displaystyle \det({\boldsymbol {D}}_{i}(m))=m}. Pro čtvercovou matici {\displaystyle {\boldsymbol {A}}} odpovídající velikosti platí  {\displaystyle \det({\boldsymbol {D}}_{i}(m){\boldsymbol {A}})=m\det {\boldsymbol {A}}}.

### Přičtení násobku řádku
Posledním typem řádkové operace je přičtení {\displaystyle m}-násobku {\displaystyle j}-tého řádku  k {\displaystyle i}-tému řádku matice {\displaystyle {\boldsymbol {A}}}, kde {\displaystyle m} je libovolný skalár. Příslušná elementární matice {\displaystyle {\boldsymbol {L}}_{ij}(m)} je trojúhelníková matice vzniklá z jednotkové matice doplněním hodnoty {\displaystyle m} na pozici {\displaystyle (i,j)}.
{\displaystyle {\boldsymbol {L}}_{ij}(m)={\begin{pmatrix}1&&&&&&\\&\ddots &&&&&\\&&1&&&&\\&&&\ddots &&&\\&&m&&1&&\\&&&&&\ddots &\\&&&&&&1\end{pmatrix}}}
Formálně:
{\displaystyle ({\boldsymbol {L}}_{i,j}(m))_{k,l}={\begin{cases}m&{\text{pro }}(k,l)=(i,j),\\1&{\text{pro }}k=l,\\0&{\text{jinak}}.\\\end{cases}}}
Přičtení {\displaystyle m}-násobku {\displaystyle j}-tého řádku k {\displaystyle i}-tému řádku v matici {\displaystyle {\boldsymbol {A}}} dává matici {\displaystyle {\boldsymbol {L}}_{ij}(m){\boldsymbol {A}}}.

#### Vlastnosti
- Odpovídající transformace jsou určitým druhem zkosení (anglicky transvections).
- Inverzní matice k {\displaystyle {\boldsymbol {L}}_{ij}(m)} je trojúhelníková. Platí: {\displaystyle ({\boldsymbol {L}}_{ij}(m))^{-1}={\boldsymbol {L}}_{ij}(-m)}.
- Determinant splňuje {\displaystyle \det({\boldsymbol {L}}_{ij}(m))=1}. Pro čtvercovou matici {\displaystyle {\boldsymbol {A}}} odpovídajícího řádu platí {\displaystyle \det({\boldsymbol {L}}_{ij}(m){\boldsymbol {A}})=\det {\boldsymbol {A}}}.

## Elementární sloupcové operace
Elementární sloupcové operace odpovídají součinům s elementárními maticemi zprava:
- Matice vzniklá vzájemnou záměnou {\displaystyle i}-tého a {\displaystyle j}-tého sloupce v matici {\displaystyle {\boldsymbol {A}}} je rovna matici {\displaystyle {\boldsymbol {A}}{\boldsymbol {T}}_{ij}}.

- Matice vzniklá z {\displaystyle {\boldsymbol {A}}} vynásobením {\displaystyle i}-tého sloupce skalárem {\displaystyle m} je rovna matici {\displaystyle {\boldsymbol {A}}{\boldsymbol {D}}_{i}(m)}.

- Přičtení {\displaystyle m}-násobku {\displaystyle j}-tého sloupce k {\displaystyle i}-tému sloupci v matici {\displaystyle {\boldsymbol {A}}} dává matici {\displaystyle {\boldsymbol {A}}{\boldsymbol {L}}_{ij}(m)}.

## Společné vlastnosti
Elementární operace záměna řádků a přičtení násobku řádku lze odvodit z operací násobku řádků a prostého přičtení řádku (čili přičtení 1-násobku).
Formálně:
- {\displaystyle {\boldsymbol {L}}_{ij}(m)={\boldsymbol {D}}_{j}(1/m)\cdot {\boldsymbol {L}}_{ij}(1)\cdot {\boldsymbol {D}}_{j}(m)} neboli přičtení {\displaystyle m}-násobku {\displaystyle j}-tého řádku k {\displaystyle i}-tému lze realizovat jako posloupnost operací:
  - vynásobení {\displaystyle j}-tého řádku nenulovým skalárem {\displaystyle m},
  - přičtení již vynásobeného {\displaystyle j}-tého řádku k {\displaystyle i}-tému,
  - vydělením {\displaystyle j}-tého řádku nenulovým skalárem {\displaystyle m} se obnoví jeho původní hodnoty.

- {\displaystyle {\boldsymbol {T}}_{ij}={\boldsymbol {D}}_{j}(-1)\cdot {\boldsymbol {L}}_{ij}(1)\cdot {\boldsymbol {L}}_{ji}(-1)\cdot {\boldsymbol {L}}_{ij}(1)}, přičemž za {\displaystyle {\boldsymbol {L}}_{ji}(-1)} lze dosadit součin {\displaystyle {\boldsymbol {D}}_{j}(-1)\cdot {\boldsymbol {L}}_{ij}(1)\cdot {\boldsymbol {D}}_{j}(-1)} podle předchozího předpisu a získat {\displaystyle {\boldsymbol {T}}_{ij}={\boldsymbol {D}}_{j}(-1)\cdot {\boldsymbol {L}}_{ij}(1)\cdot {\boldsymbol {D}}_{j}(-1)\cdot {\boldsymbol {L}}_{ij}(1)\cdot {\boldsymbol {D}}_{j}(-1)\cdot {\boldsymbol {L}}_{ij}(1)}.

V důsledku stačí uvažovat jen operace násobku a přičtení, je-li třeba dokázat, že elementární operace zachovávají vybrané vlastnosti matic, jako např. hodnost nebo jádro. Argumenty mohou být jednodušší i z toho důvodu, že matice {\displaystyle {\boldsymbol {D}}_{i}(m)} a {\displaystyle {\boldsymbol {L}}_{ij}(1)} se od jednotkové matice liší pouze v jednom prvku.
Analogické vztahy platí i pro sloupcové operace.